# 回转窑

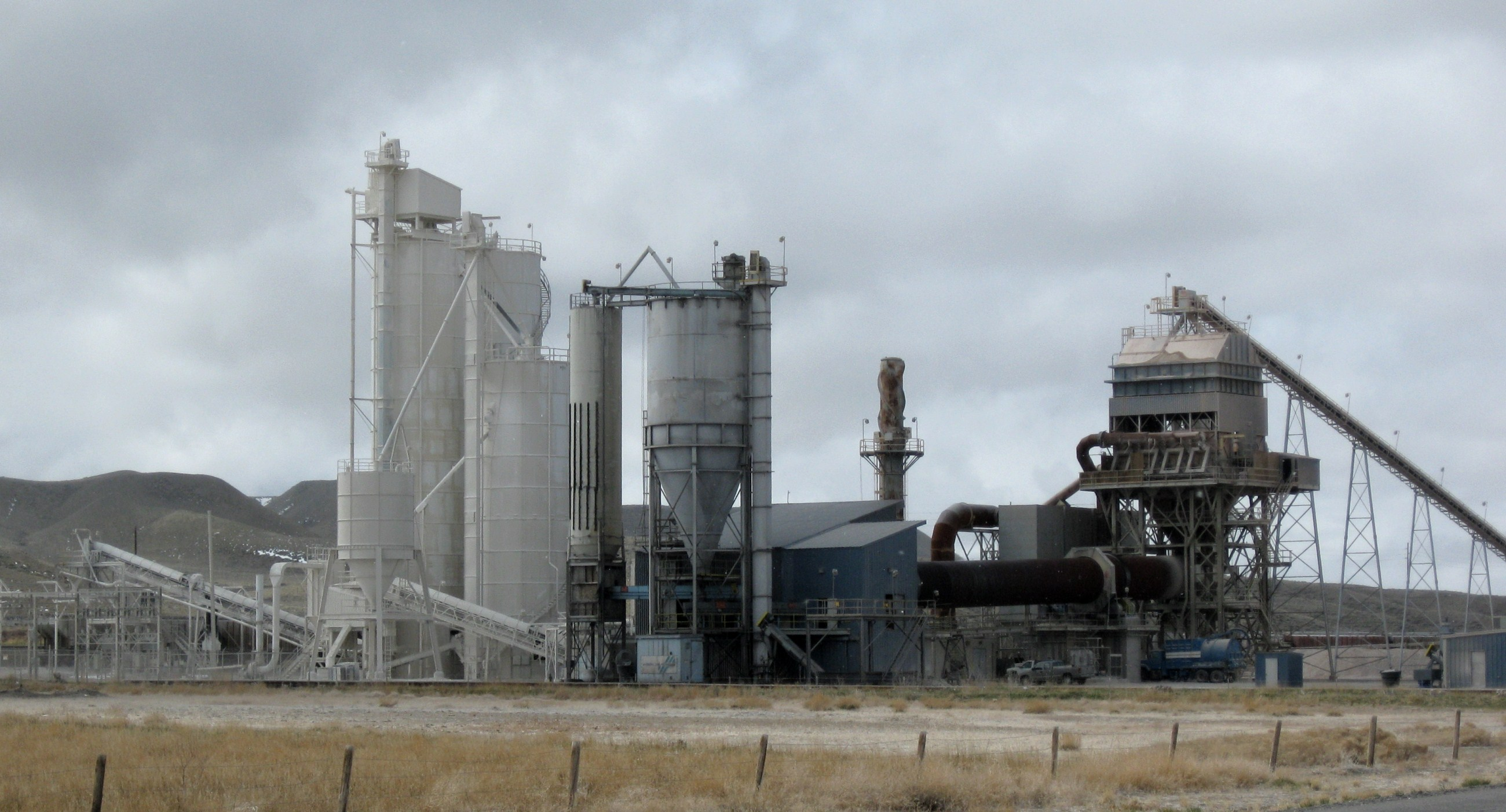
這個位於美國懷俄明州的石灰窑廠房用了回转窑來生產石灰。

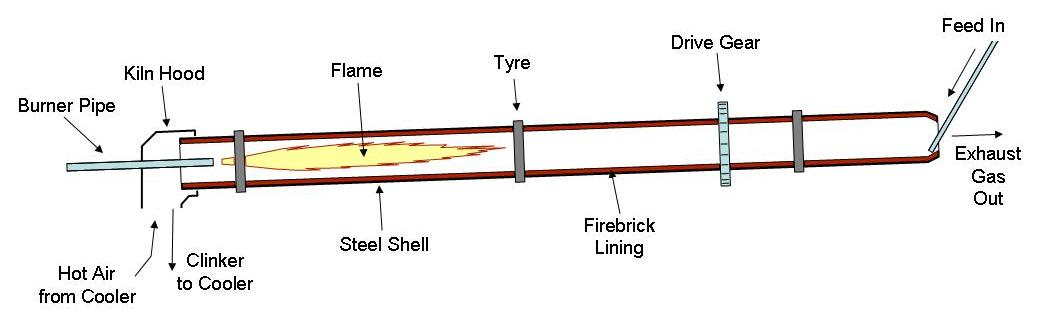
水泥工业中回转窑的布置图

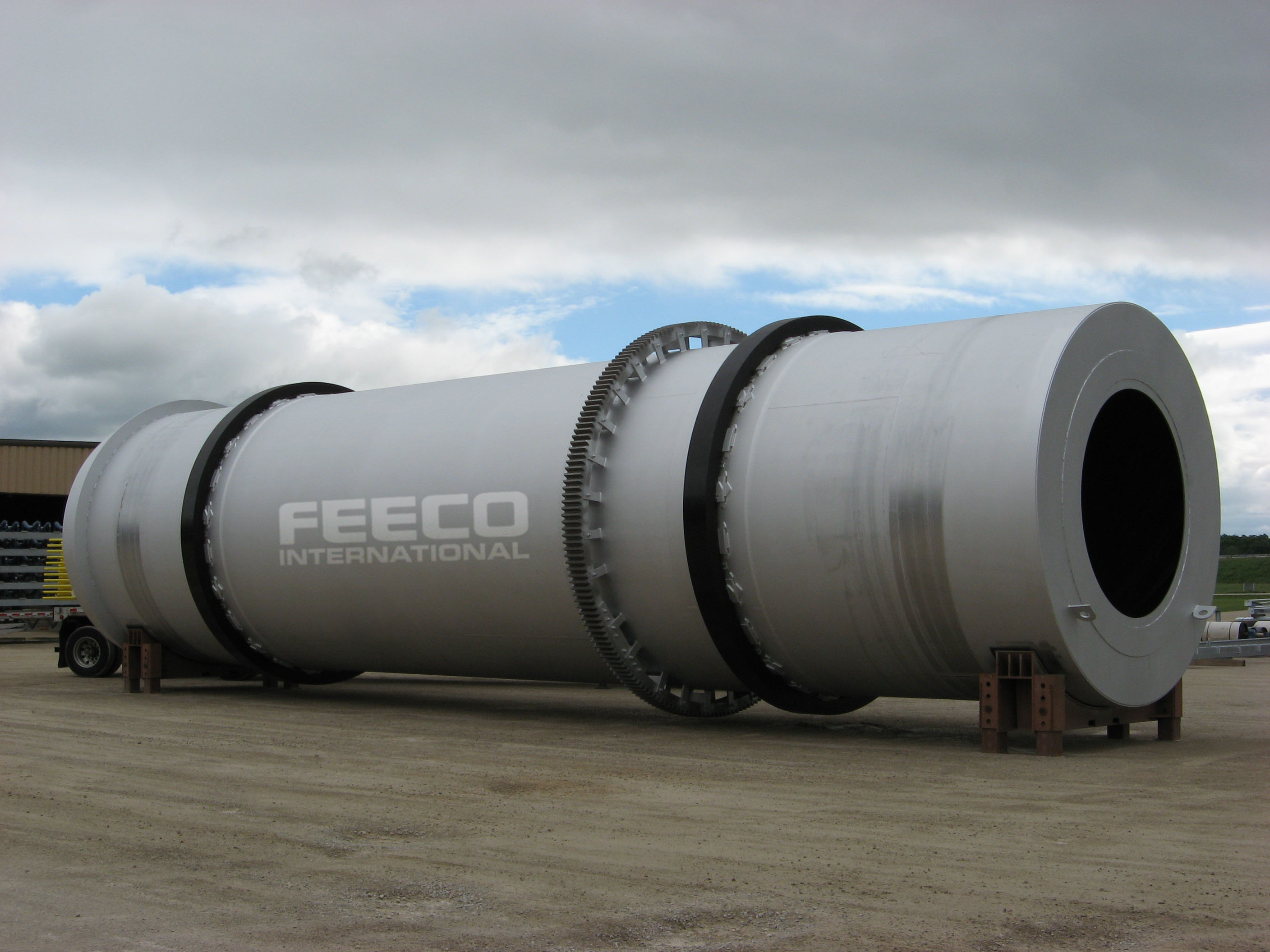
回转窑机体，包括驱动齿轮和两个轮箍

迴轉窯（Rotary kiln）是一個用於在連續的過程中透過煅燒將材料升溫到高溫的高溫處理裝置。
使用迴轉窯生產的材料包括：
- 水泥窑（英语：Cement kiln）
- 石灰
- 耐火材料
- 偏高岭土（英语：Metakaolin）
- 二氧化鈦
- 氧化铝
- 蛭石
- 铁矿石球团

它们也可用于金属提取的前段，透過各种焙烧硫化物矿石來準備礦石作冶煉。

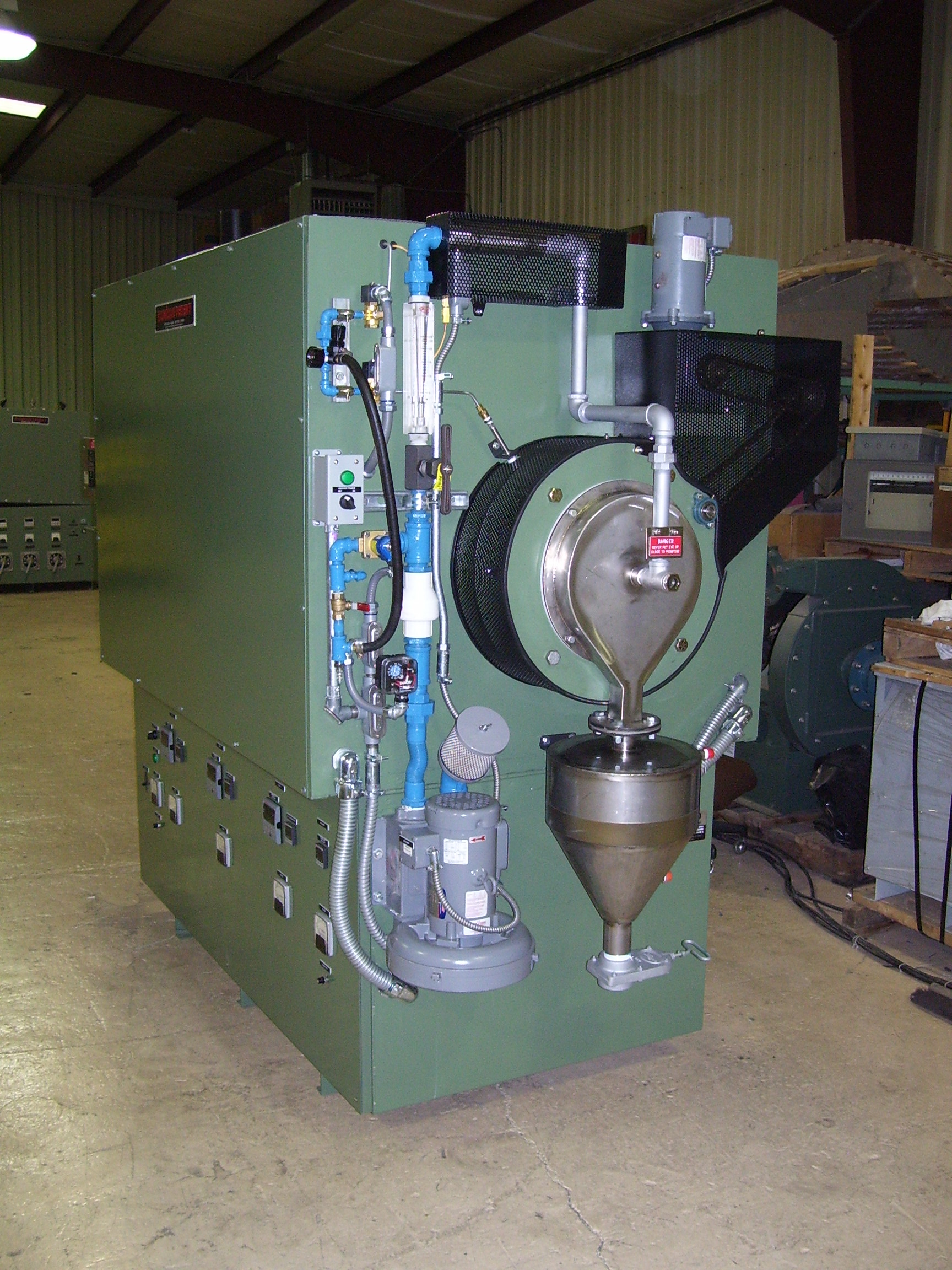
UNIQUE/PERENY RTC系列回转窑

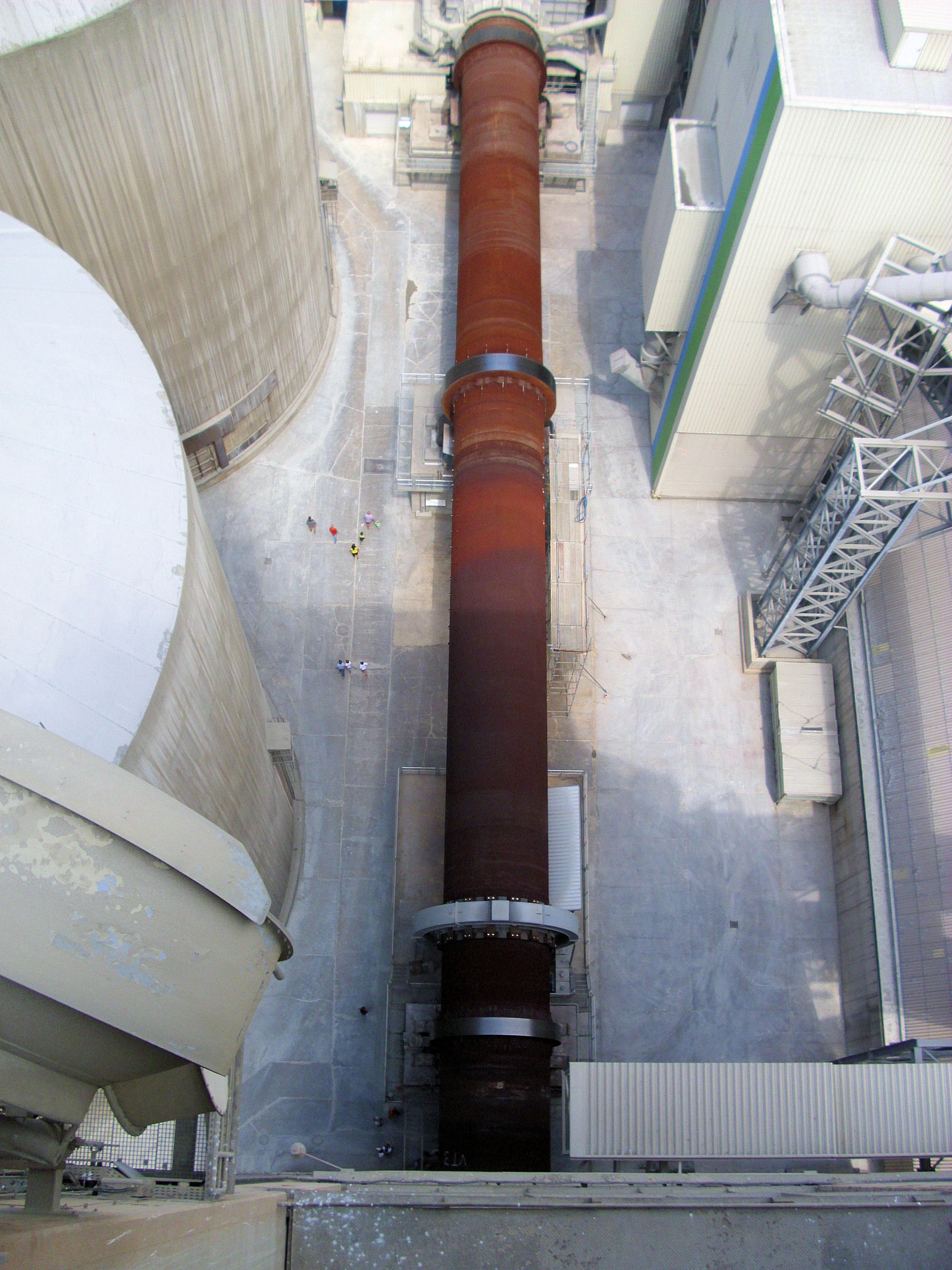
制造业工程用烘箱設施

## 工作原理
窑炉是一个圆筒形容器中，稍倾斜于水平方向，这是慢慢地绕其轴线旋转。要被处理的材料被送入工作缸的上端。作为窑旋转时，材料逐渐向下移动，朝下端，并且可以经受一定量的搅拌和混合的。热气体通过沿窑，有时在相同的方向上的处理材料（顺流），但通常在相反的方向（逆流）。热气体可在炉外产生，或者可以通过对窑内火焰产生。这样的火焰从燃烧器管（或“烧管”），它的作用就像一个大的本生灯预测。燃料为这可能是气体，油，粉碎石油焦或煤粉。 
物料回转窑内煅烧的过程是生料从窑的冷端喂入，由于窑有一定的倾斜度，且不断缓缓地回转，使物料产生一个即沿着圆周方向翻滚，又沿着轴向从高温向低端移动的复合运动，因此使生料连续向热端移动。燃料自热端喷入，在空气助燃下燃烧放热并产生高温烟气，热气在风机的驱动下，自热端向次端流动，而物料和烟气在逆向运动的过程中进行热量交换，使生料煅烧成为熟料。在与物料交换过程中形成的热空气，有窑进料端进入窑系统，最后由烟囱排入大气。因此，研究回转窑的工作原理，主要是研究物料在窑内的运动，窑内气体的流动，燃料燃烧和物料与气体间传热的现象和规律。回转窑工作原理

### 建筑
回转窑的基本组成部分是壳，炉衬的耐火材料，支持轮胎和滚筒，传动齿轮和内部热交换器。 

### 窑壳
这是从热轧低碳钢板，通常在15至30毫米厚，焊接，以形成一个筒可以是高达230米的长度和直径达6米制成。这将通常位于东/西轴，以防止涡流。 
在直径上的限制是由外壳的倾向在其自身重量而变形为椭圆截面，具有随之而来的弯曲转动过程中设置。长度不一定是有限的，但它变得难以应付的加热变化的长度和冷却（通常大约为0.1〜长度的0.5％），如果窑是很长的。 

### 耐火衬里
耐火材料衬里的目的是从窑内的高温绝缘钢外壳，并保护它从处理材料的腐蚀特性。它可以由耐火砖或浇注耐火混凝土，也可以是不存在的那些情况下大约低于250℃的窑中区所选择的耐火取决于窑和被处理的材料的化学性质内的温度。在某些过程，如水泥，耐火材料寿命是通过保持被处理材料上的耐火材料表面上的涂层延长。衬里的厚度一般范围为80到300毫米。一个典型的耐火材料将能够维持1000℃以上的热侧和冷侧之间的温度下降。外壳温度必须保持在低于350℃左右，以保护钢铁免受损害，并连续红外扫描仪是用来给的“热点”表示耐火故障预警。 

### 轮胎和压路机

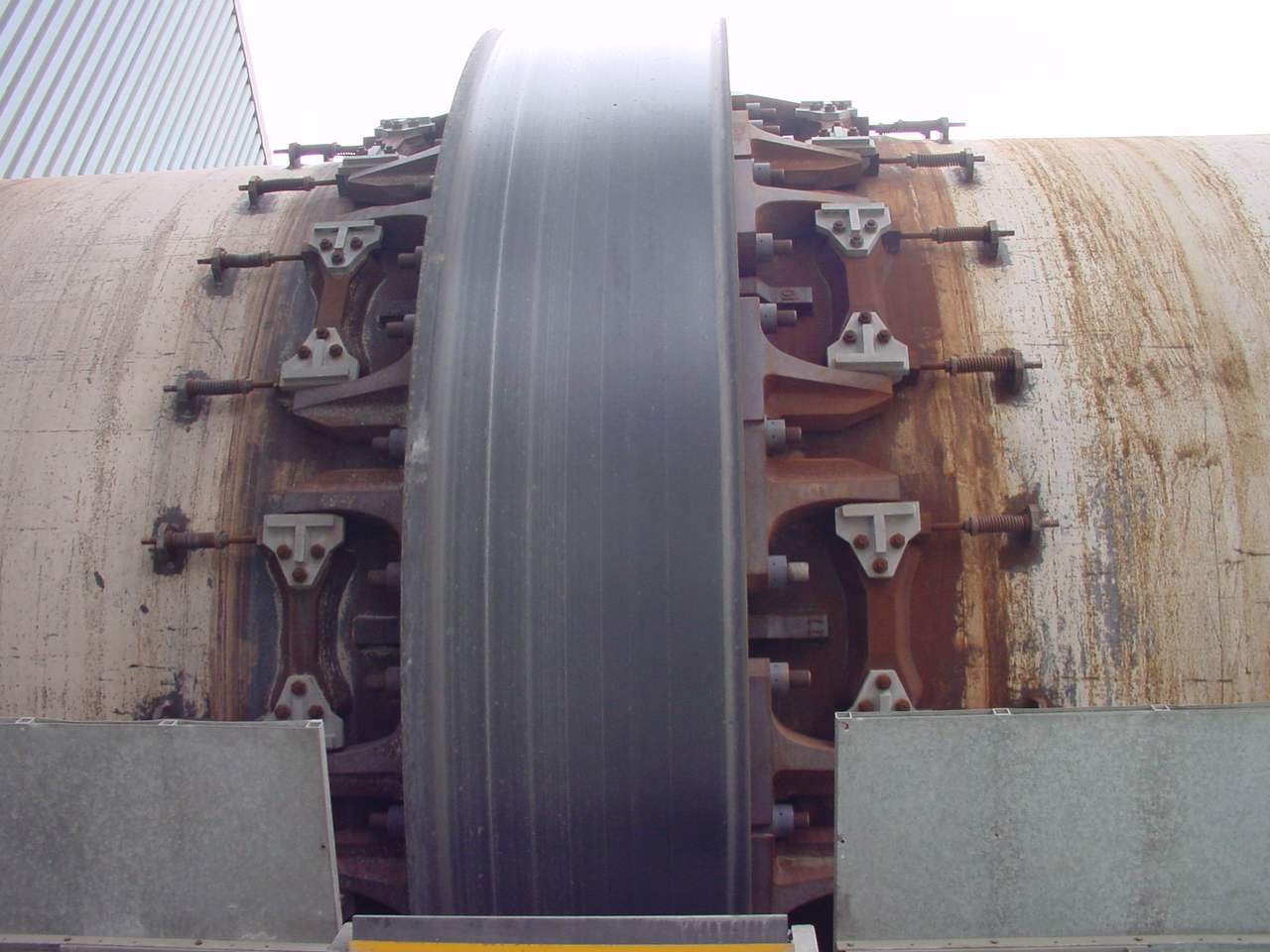
窑轮胎特写镜头显示出典型的椅子安排轮胎

窑轮胎特写镜头显示出典型的椅子安排轮胎，有时称为骑环，通常包括一个单一的环形钢铸造，机械加工成平滑的圆柱形表面，松散到窑壳的连接，通过各种“椅子”的安排。这些都需要设计的一些技巧，因为轮胎必须紧贴外壳，也让热运动。在对钢辊的轮胎游乐项目，还加工成光滑的圆柱表面，并设置一个窑，直径约半分开。滚筒必须支持窑，并允许旋转是因为几乎无摩擦的可能。一个精心设计的窑炉，当电源被切断，来休息前将摇摆摆样了很多次。一个典型的6×60米窑，包括耐火材料和饲料的质量，大约是1100吨，以及将在三个轮胎和套滚筒，沿窑的长度间隔开进行。最长的窑炉可以有8台压路机，虽然很短窑可能只有两个。窑炉通常旋转在0.5至2转，但有时一样快5转。最现代化的水泥厂的窑都在运行4〜5转。辊子的轴承必须能够承受所涉及的大的静态和活载的，并且必须小心地保护，从窑和灰尘侵入的热量。除了支持辊，通常有上和下“保持（或推力）滚子”轴承对轮胎的一侧，即防止窑滑离支撑辊。

## 齿轮传动
窑通常是由一个单一的周长齿轮的方式围绕窑管的散热器部分转向，但有时它是由驱动辊转动。该齿轮是通过一个齿轮系到可变速电动马达相连接。这必须具有高起动转矩，以便开始用大偏心载荷的窑。一个6×60米窑大约需要800千瓦转3转。通过窑料流的速度成比例的转速，所以可变速驱动器是必要的，以便控制此。当通过辊子的驱动，也可以使用液压驱动器。这些有发展异常高扭矩的优势。在许多过程，它是危险的，允许热窑停滞不前，如果驱动器电源出现故障。窑的顶部和底部之间的温度差可能导致窑翘曲和耐火材料损坏。因此，这是正常的过程中停电使用提供辅助驱动。这可能是一个小型电动马达与一个独立的电源，或柴油发动机。这将窑很慢，但足以防止损坏。 

## 内部热交换器
在回转窑热交换可能是通过传导，对流和辐射，以递减顺序效率。在低温工艺，并在长窑炉缺乏预热器的较冷部分，窑通常配有内部热交换器，以鼓励气体和进料之间的热交换。这些可能包括勺或通过气体流级联供料“提升器”，或者可以是加热在窑的上部，并赋予热进料，因为它们浸料表面以下的金属插入窑旋转。后者的青睐，其中举重选手将导致过多的灰尘回升。最常见的换热器由链挂在整个气流窗帘。 

## 其他设备
窑用材料排出罩连接在其下端和管道中，用于废气中。这需要气密密封在窑的两端。废气可以去浪费，或可能进入预热器的进一步交流与热量的进入饲料。这些气体必须通过窑，如果安装在预热器被绘制，由位于排气端的风扇。在其中可具有高的压力降预热装置，大量的风机功率可能是需要的，并且风扇往往是再在窑系统最大驱动。排气气体中含有的灰尘，因此可能有不希望的组分如二氧化硫或氯化氢。设备安装擦洗这些了废气传递到大气中。 

## 热效率
回转窑的热效率大约是50-65％。 